# Roman Haubenstock-Ramati

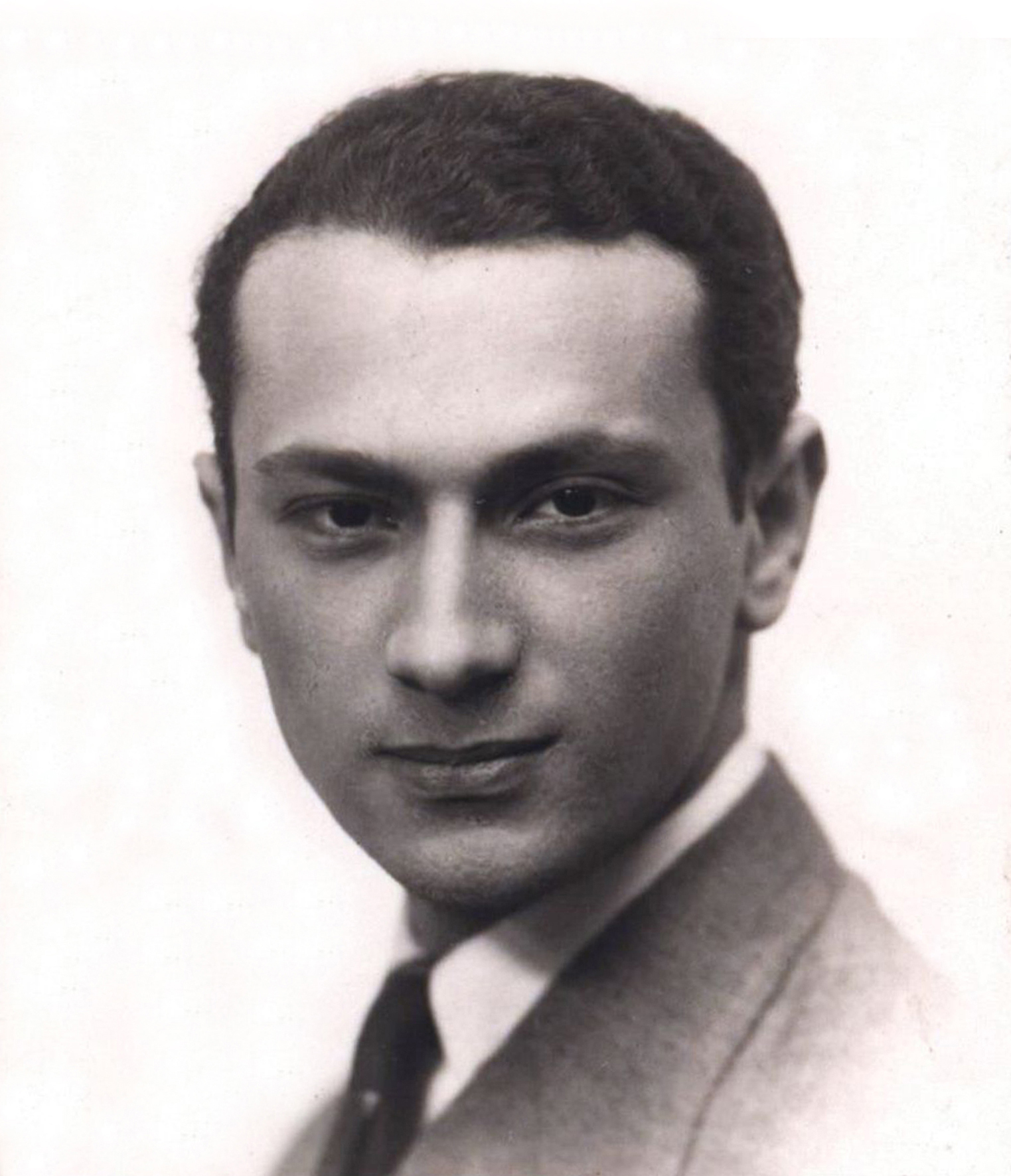
Roman Haubenstock-Ramati (1937)

Roman Haubenstock – seit 1943 Roman Haubenstock-Ramati (geboren am 27. Februar 1919 in Tonie bei Krakau; gestorben am 3. März 1994 in Wien) war ein polnisch-israelischer Musiklektor, Musiklehrer und Komponist Neuer Musik in Krakau, Tel Aviv und Wien.

## Leben
Er wurde in Tonie geboren (ein Dorf in der Nähe von Krakau, das erst 1941 eingemeindet wurde) als Sohn von Samuel (Landwirt) und Regina, geborene Gronner. Seinen Schulabschluss erlangte er am Krakauer 2. Staatlichen St. Jack Gymnasium im Jahr 1937. Er studierte von 1934 bis 1939 Komposition, Musiktheorie, Violine und Philosophie in Krakau und Lemberg. Er war Schüler von Artur Malawski und Józef Koffler.
1939 floh seine Familie vor den Deutschen nach Lemberg, das aufgrund des Hitler-Stalin-Paktes der Sowjetunion eingegliedert wurde. Aufgrund seiner Mehrsprachigkeit wurde er 1941 kurz vor dem deutschen Überfall auf die Sowjetunion unter dem Vorwurf der Spionage verhaftet und über Odessa nach Tomsk deportiert. Dort wurde er für die polnische Anders-Armee rekrutiert und kam mit dem 2. Polnischen Korps nach Palästina.
Er blieb hier mehrere Jahre und nahm 1943 den zweiten Teil seines Nachnamens „Ramati“ an – fortan trat er als Roman Haubenstock-Ramati auf.
Die willkürliche Verhaftung 1941 durch die Sowjets rettete ihn vor dem Holocaust, dem seine Eltern zum Opfer fielen. 1947 kehrte er nach Polen zurück und war dort bis 1950 Leiter der Musikredaktion beim Rundfunk in Krakau. Da er noch ein Visum für Palästina hatte, konnte er 1950 mit seiner Frau Emilia mit dem letzten offiziellen Transport auswandern. Ab 1950 war er Professor an der Musikakademie Tel Aviv-Jaffa, wo er auch den Aufbau einer musikalischen Zentralbibliothek leitete. 1957 erhielt er ein sechsmonatiges Stipendium für die Académie für Musique concrète in Paris und traf dort auf Pierre Schaeffer. Von 1958 bis 1968 war er Lektor für Neue Musik bei der Universal Edition Wien. 1959 kuratierte er die erste Ausstellung musikalischer Graphiken bei den Donaueschinger Musiktagen.
Bei den Weltmusiktagen der International Society for Contemporary Music (ISCM World Music Days) wurden nacheinander folgende Werke aufgeführt: 1954 in Haifa Bénédictions/Blessings, 1957 in Zürich Recitativo ed Aria für Cembalo und Orchester, 1961 in Wien Séquences für Violine und 4 Orchestergruppen, 1963 in Amsterdam Les Symphonies de Timbres und 1969 in Hamburg die Symphonie K. Des Weiteren waltete Haubenstock-Ramati bei den ISCM World Music Days 1980 in Israel und 1982 in Graz auch als Juror.
Zudem war er als Gastdozent und Leiter von Kompositionsseminaren in Tel Aviv, Stockholm, Darmstadt, Bilthoven (Niederlande) und Buenos Aires tätig und hatte ab 1973 eine Professur für Komposition an der Hochschule für Musik und darstellende Kunst in Wien inne, wo er 1989 emeritiert wurde. Zu seinen wichtigsten Schülern zählen Bruno Liberda, Beat Furrer, Mayako Kubo und Peter Ablinger.

## Auszeichnungen
- 1962: Großes Verdienstkreuz der Bundesrepublik Deutschland
- 1977: Preis der Stadt Wien für Musik[6]
- 1981: Großer Österreichischer Staatspreis für Musik[7]
- 2019: Benennung des Haubenstock-Ramati-Parks im 3. Wiener Gemeindebezirk Landstraße

## Werke (Auswahl)
In der Frühphase zeigen seine Kompositionen den Einfluss von Anton Webern und der Reihentechniken. Früh wandte er sich graphischen Notationstechniken zu (beispielsweise in Séquences für Violine und Orchestergruppen (1958), ab 1970 intensiver). Er entwickelte in der Folge auch „variable Musik“ bzw. „Mobiles“, bei der die musikalische Struktur im Ermessen der Interpreten deutlich verändert werden kann. Haubenstock-Ramati wirkte auch als Graphiker und Maler.

### Ensemblemusik
- Erstes Streichtrio – Ricercari (1948/1978)[8]
- Bénédictions/Blessings – für Sopran und 9 Instrumente (1952/1960)[8]
- Liaisons – Mobile für Vibraphon und Marimbaphon für einen Spieler und Tonband oder zwei Spieler (1958)[8]
- Mobile für Shakespeare – Mobile für Sopran oder Mezzosopran und 6 Spieler auf Shakespeares Sonette 53 und 54.[9]
- Jeux 6 – Mobile für sechs Schlagzeugspieler (1960)[8]
- Jeux 2 – Mobile für 2 Schlagzeugspieler (1965)[8]
- Alone I – für ein tiefes Instrument und Schlagzeug ad lib. (1965)[8]
- Jeux 4 – Mobile für vier Schlagzeugspieler (1966)[8]
- Catch II – für ein oder zwei Klaviere, Tonband und Live Elektronik (1968)[8]
- Multiple I – für 2 Streichinstrumente ad lib. (1969)[8]
- Multiple II – für drei Streich-, zwei Holzblas- und zwei Blechblasinstrumente ad lib. (1969)[8]
- Rounds – für sechs Spieler (1969)[8]
- Multiple III – für zwei Streich-, zwei Holzblas- und zwei Blechblasinstrumente ad lib. (1970)[8]
- Multiple V – für ein Streich- und ein Holzblasinstrument ad lib. (1970)[8]
- Multiple VI – für ein Streich- und ein Blechblasinstrument ad lib. (1970)[8]
- Discours – für Gitarre und Sprechstimme (1972)[8]
- Concerto a tre – für Klavier, Posaune und Schlagzeug (1972)[8]
- Erstes Streichquartett – für zwei Violinen, Viola und Violoncello (1973)[8]
- Shapes II – für Orgel, Klavier, Celesta und Cembalo (1973)[8]
- Endless – Septett für zwei Perkussions, Flöte, Harfe, Klavier, Celesta und Violoncello (1975)[8]
- Zweites Streichquartett – in memoriam Christl Zimmerl (1977)[8]
- Cantando – für sechs Spieler (1984)[8]
- Mirrors/Miroirs II – Mobile für 8 Klaviere (1984)[8]
- Mirrors/Miroirs III – Mobile für 6 Klaviere (1984)[8]
- Zweites Streichtrio – à Alban Berg (1985)[8]
- Enchaîné – für Saxophonquartett (1985)[8]
- Cathédrale II – Mobile für 2 bis 16 Harfen (1988)[8]
- Pluriel – Mobile (1991)[8]
- Adagio II – Version für Tonband und Saxophon (Improvisation ajoutée), Live-Elektronik ad lib. (1991)[8]
- Nouvoletta I – Mobile für Flöte, Klavier, Schlagzeug, Violoncello (1992)[8]
- Nouvoletta II – Mobile für Flöte, Klavier, Schlagzeug, Violoncello (1992)[8]
- Nouvoletta III – Mobile für Flöte, Harfe, Schlagzeug, Celesta/Cembalo (1992)[8]
- Nouvoletta IV – Mobile für Flöte, Schlagzeug, Violoncello, Celesta/Cembalo (1992)[8]
- Nouvoletta V – Mobile für Flöte, Violoncello, Schlagzeug (1992)[8]
- Nouvoletta VI – Mobile für Flöte, Schlagzeug, Celesta/Cembalo (1992)[8]
- Nouvoletta VII – Mobile für Violoncello, Schlagzeug, Celesta/Cembalo (1992)[8]

### Solomusik
- Interpolation – Mobile für Flöte (1959)[8]
- Décisions – Für unbestimmtes Solo-Instrument (1959–1971)[8]
- Twice – für Singstimme, Tonband und Live-Elektronik (1960)[8]
- Klavierstücke 1 – Solo für Klavier (1963/1965)[8]
- Catch I – für Cembalo (1968)[8]
- Batterie – für Schlagzeug (1969)[8]
- Solo – für ein Saiteninstrument (1972)[8]
- Cordophonie II – für Celesta (1973)[8]
- Hexachord I und II – für eine oder zwei Gitarren (1973)[8]
- Pour piano – für Klavier solo (1973)[8]
- Shapes I – für Orgel (1975)[8]
- Sonata für Violoncello (1975)[8]
- Song – für Schlagzeug (1978)[8]
- Sonate für Klavier (1983)[8]
- Extensions – für eine oder zwei Marimbas (1987)[8]
- Cathédrale I – für Harfe solo (1988)[8]
- Deux préludes – für Gitarre (1989)[8]

### Orchestermusik
- Concerto – für Cembalo und Orchester. Recitativo ed Aria (1954/1978)[8]
- Papageno’s Pocket-Size Concerto – für Glockenspiel oder Celesta und Orchester (1956)[8]
- Les symphonies de timbres – für Orchester (1957)[8]
- Chants et prismes (1957)[8]
- Séquences – für Violine und Orchester in vier Gruppen (1958)[8]
- Ständchen – sur le nom de Heinrich Strobel (1958)[8]
- Petite musique de nuit – Mobile für Orchester (1958)[8]
- Credentials or Think, Think, Lucky – für Stimme (Sprechgesang) und 8 Spieler, Text: Samuel Beckett (1960)[8]
- Vermutungen über ein dunkles Haus – für drei Orchester, zwei davon auf einem vorher zu produzierenden Tonband (1962/1963)[8]
- Psalm – für Orchester (1967)[8]
- Tableau I – für Orchester (1967)[8]
- Ludus musicalis – Zwölf Modelle für Schulorchester (1970)[8]
- Tableau II – für Orchester (1970)[8]
- Polyphonien – für ein, zwei, drei oder vier Orchester, ein Live-Orchester und Tonbandaufnahmen (1978)[8]
- Nocturnes I – für Orchester (1981)[8]
- Nocturnes II – für Orchester (1982)[8]
- Imaginaire – für Orchester (1986/1987)[8]
- Beaubourg musique – für Orchester (1988)[8]

### Bühnenmusik/Musiktheater/Opern
- Amerika – Oper in zwei Teilen nach dem gleichnamigen Roman von Franz Kafka (1962–1964/1992)[8]
- Comédie – Anti-Oper in einem Akt nach dem gleichnamigen Werk von Samuel Beckett für zwei Frauen und einen Mann und drei Spieler (1967)[8]
- Spiel – Deutsche Fassung von „Comédie“ (1968)[8]
- Play – Englische Fassung von „Comédie“ (1968)[8]
- Unruhiges Wohnen – Bühnenmusik/Ballett, Text: Elfriede Jelinek (1991/1992)[8]